# Domanowo (Łazieniec)
Domanowo – część wsi Łazieniec położonej w Polsce, w województwie kujawsko-pomorskim, powiecie aleksandrowskim, gminie wiejskiej Aleksandrów Kujawski. Domanowo graniczy bezpośrednio z miastem Aleksandrów Kujawski.
W latach 1975–1998 miejscowość administracyjnie należała do województwa włocławskiego.